# Pařba ve Vegas
Pařba ve Vegas (v originále anglicky The Hangover) je americká komedie, kterou režíroval Todd Phillips. Film byl vyroben firmou Legendary Pictures pro Warner Bros. Pictures. V hlavní roli účinkují Bradley Cooper, Ed Helms, Zach Galifianakis, Justin Bartha a Heather Graham.
Děj je o čtyřech přátelích, kteří cestují do Las Vegas, aby oslavili rozlučku se svobodou jejich kamaráda Douga, který se má za dva dny ženit. Ráno se však vzbudí, z noci si nepamatují absolutně nic, chybějí jim některé věci a navíc ztratili Douga. Premiéra filmu proběhla 5. června 2009 v Severní Americe. Kritiky byl film vřele přijat, tržby byly více než úspěšné a navíc vyhrál Zlatý glóbus.

## Děj
Doug (Justin Bartha) si bere za dva dny Tracy (Sasha Barrese). Jeho přátelé – Phil (Bradley Cooper), Stu (Ed Helms) a jeho budoucí švagr Alan (Zach Galifianakis) – ho berou na rozlučkovou párty se svobodou do Las Vegas. Na cestu jim otec Tracy (Jeffrey Tambor) půjčuje svého oblíbeného automobilového veterána z dílny Mercedes. Ubytují se v hotelu a kasínu Caesars Palace. Večer pak jdou na střechu hotelu, aby zapili jejich noční jízdu. Druhý den ráno se tři přátelé probouzejí, z předešlé noci si nic nepamatují a brzo si uvědomí, že jim chybí Doug. Objevují se záchytné body: pokoj je v hrozném nepořádku, v koupelně mají tygra, najdou dítě v šatníku, Stuovi chybí zub, vzácný prstýnek a má účet za 800$, venku je jedna z jejich matrací napíchnutá na soše, Phil má na ruce nemocniční náramek a sluha jim přiváží kradené policejní auto, které získali předešlou noc.
Jejich záchytné body je zavedly do nemocnice, kde jim doktor vysvětlil, že mají v krvi stopy po „roháči“ (rohypnol), který vysvětluje jejich výpadek paměti a dodal, že přišli z nějaké svatby. Když najdou kapli, dozví se, že si Stu, i přes plánovanou svatbu s jeho přítelkyní Melissou (Rachael Harris), vzal prostitutku Jade (Heater Graham), která je matkou nalezeného dítěte. Krátce poté, co vyjdou z kaple, je zastaví dva asijští gangsteři, začnou mlátit do policejního auta a křičí „Kde je?!“. Zmatení přátelé jedou vrátit Jade její dítě, avšak krátce nato je zadrží policisté, praví majitelé jejich kradeného auta. Díky Philově dohodě je policisté propustí. Když znovu získají jejich zázrakem neponičený Mercedes, uprostřed Las Vegas nalézají v kufru nahatého asijského muže (Ken Jeong). Muž na ně zaútočí páčidlem a uteče. Alan se přiznává, že jim do alkoholu na střeše nasypal rohypnol v domnění, že to je extáze. Když se vrátí zpět do hotelu, nalézají v pokoji Mike Tysona, který hledá svého tygra. Tyson srazí Alana na zem a přikazuje jim, aby jeho mazlíčka dostali zpět do jeho sídla. Přátelé tak nadrogují tygra „roháčema“ a uvnitř Mercedesu ho převážejí k sídlu Tysona. Během jízdy však nabourají a tygr roztrhá interiér auta. Když je tygr vrácen, Tyson jim ukazuje bezpečnostní záznam, který by jim pomohl najít Douga.
Při pokračování jejich hledání narážejí na gangstery, kteří jak se ukazuje, jsou vedeni nahým mužem, kterého našli v kufru jejich auta, asijským gangsterem jménem Leslie Chow. Podle Chowa mají mít u sebe 80 000$ , které minulou noc náhodně získali. Chow je požaduje zpět výměnou za Douga, kterého unesl. V bezmoci, že nemají dostatek peněz, využívá Alan schopnosti počítání karet ve hře blackjack. Peníze splatí Chowovi, ten však unesl jiného Douga, který se ukazuje jako dealer, který prodal Alanovi „roháče“. Po rozhovoru s Dougem, překupníkem drog, si Stu uvědomí, že v Las Vegas nejdou otevřít hotelová okna a proto jejich matrace na soše musela být shozena ze střechy, kde nejspíše spícího Douga z legrace zamkli. Spěchají zpět a na střeše najdou Douga unaveného a hodně opáleného. Doug má čtyři hodiny do své svatby. Před odjezdem Stu vysvětluje Jade, že nemohou spolu zůstat jako manželé, ale na příští týden ji Stu pozve na rande. Jade mu také vysvětluje, že si svůj zub vytáhl sám v sázce s Alanem, který řekl: „Vsadím se, že Stu není tak dobrý zubař, aby si vytáhl svůj vlastní zub“. Po cestě zpět na svatbu Doug objevuje 80 000$, které původně patřili Chowovi. Doug si bere Trace, Phil se šťastně vrací k jeho manželce a synovi a Stu se hrdě rozchází s Mellisou. Když jejich svatební oslava končí, Alan nalezne na zadním sedadlu fotoaparát, který vysvětluje co se té noci událo. Společně se dohodnou, že se na fotky podívají jen jednou a poté je smažou.
Fotky jsou ukázané když běží na konci filmu titulky.

## Hlavní a vedlejší role

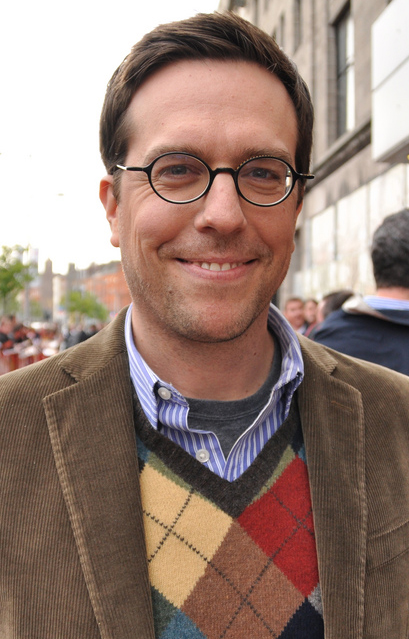
Helms na irské premiéře Pařba ve Vegas v Savoy Cinema, Dublin

- Bradley Cooper jako Phil Wenneck, školní učitel nuděn manželským životem a Dougův nejlepší přítel.
- Ed Helms jako Stu Price, židovský zubař pod kontrolou přísné přítelkyně a přítel Douga.
- Zach Galifianakis jako Alan Garner, společensky neohrabaný člověk, budoucí švagr ženicha
- Justin Bartha jako Doug Billings, ženich
- Heather Graham jako Jade, striptérka a svobodná matka, která je vdaná se Stu a pomůže třem přátelům získat zpět peníze v kasínu.
- Sasha Barrese jako Tracy Garner, nevěsta
- Rachael Harris jako Melissa, Stuova upjatá přítelkyně.
- Jeffrey Tambor jako Sid Garner, otec nevěsty.
- Bryan Callen jako Eddie Palermo, vlastník „Nejlepší malé svatební kaple“
- Rob Riggle jako policista Franklin, policista kterému ukradli jeho policejní auto.
- Cleo King jako policejní důstojnice.
- Matt Walsh jako Dr. Valsh, doktor v Las Vegas
- Ken Jeong jako Leslie Chow, trochu zženštilý gangster z Las Vegas, který požadoval jeho ztracené peníze.
- Mike Epps jako „Černý Doug“, drogový dealer.
- Jernard Burks jako Leonard, pravá ruka Mike Tysona.
- Gillian Vigman jako Stephanie Wenneck, Philova manželka
- Sondra Currie jako Linda Garner, matka nevěsty
- Nathalie Fay jako Lisa, stewardka v Caesars Palace.

## Další role
- Mike Tyson představoval sám sebe
- Todd Phillips jako Mr. Creepy, režisér Pařby ve Vegas se krátce objevil ve výtahu; měl knírek, sluneční brýle a byl doprovázen ženou.
- Mike Vallely jako Neeco, vysokorychlostní vykladač smokingu
- Wayne Newton představoval sám sebe, v prezentaci fotek
- Carrot Top představoval sám sebe, v prezentaci fotek
- Dan Finnerty a The Dan Band, skupina hrající na svatbě

## Natáčení
Film se patnáct dní natáčel v Nevadě. Fiktivní „nejlepší malá svatební kaple“ byla natáčena na 1236 ulici v Las Vegas. Několik scén bylo filmováno podél kalifornské Interstate 210, poblíž měst Rialto a San Bernardino.
Helms říká, že natáčení Pařby ve Vegas bylo mnohem fyzicky náročnější než jakékoli role, které předtím dělal a že během natáčení ztratil osm liber na váze. Řekl, že nejobtížnější scéna byla, když Mr. Chow narazí do jejich auta a zaútočí na hlavní postavy. Tato scéna potřebovala mnoho záběrů a také byla hodně bolestivá. Helmův chybějící zub nebyl vytvořen žádnými protézními či visuálními efekty, ale byl přirozený: Helmovi nikdy nedorostl přední zub a jako dítě dostal zubní implantát, který během natáčení odstranili.
V konečné prezentaci fotografii se objeví jeden snímek, kde byl zobrazen orální sex v nějakém výtahu, Galifianakis potvrdil, že se jednalo o protezi, který byla použita pro scénu a že byl v rozpacích více, než kdokoliv jiný, který dělal střih. „Možná si myslíte, že sem byl jediný kdo nebyl v rozpacích. Byl jsem extrémně v rozpacích. Opravdu jsem to tam nechtěl. Nabídl jsem asistentovi Toda mnoho peněz, jen abych ho přesvědčil, aby to z filmu vystřihl. Udělal jsem to. Ale stejně to tam dal.“
Scény obsahovaly mnoho zvířat, která byla většinou trénovaná. Trenéři a bezpečnostní vybavení byli v konečné verzi digitálně odstraněni.

## Tržby
Film Pařba ve Vegas se ukázal jako ohromný finanční úspěch. V prvním dni jeho premiéry film vydělal 16 734 033 $ v přibližně 4 500 kinech a na 3 269 místech. Překonal tak vysoko-rozpočtový film Země ztracených, hlavním premiérovým filmem týdne. Ačkoliv v počátečních dnech vedl příčku tržeb film Vzhůru do oblak od Disney/Pixar, po prvním víkendu se Pařba ve Vegas vyhoupla na první místo s výdělkem 44 979 319 $ z 3 269 kin, činící 13 759 $ za kino, těsně před filmem Up a téměř dvojnásobným výdělkem před Země ztracených, který si vydělal 18 800 000 $. Film překonal dokonce i vlastní očekávání Warner Bros., kde se očekávalo, že skončí na třetím místě za Up a Země ztracených – navíc získal chválu od kritiků, na rozdíl od Země ztracených, který přijal pouze negativní ohlas kritiků.[zdroj?] Na konci druhého víkendu film vydělal dalších 32 794 387 $ z 3 355 kin, v průměru 9 775 $ za kino.
Do 17. listopadu 2009 si film vydělal celkem 277 322 503 $ v USA a v Kanadě, což činí 6× více než při jeho víkendovém otevření a tržba se zvýšila o 16,2 %. Dalších 190 000 000 $ film vydělal v mezinárodních kinech a dohromady tak výdělek za film činí 467 322 503 $.

## Hudba
Hudbu ve filmu sestavil Christophe Beck. Film obsahuje okolo 20 písniček, můžeme zde slyšet Kanye West, Dyslexic Speedreaders, Danzig, The Donnas, Usher, Phil Collins, The Belle Stars, T.I., Wolfmotherand a The Dan Band.

### Soundtrack
1. „It's Now Or Never“ – El Vez
2. „Thirteen“ – Danzig
3. „Take It Off“ – The Donnas
4. „Fever“ – The Cramps
5. „Wedding Bells“ – Gene Vincent and His Blue Caps
6. „In the Air Tonight“ – Phil Collins
7. „Stu's Song“ – Ed Helms
8. „Rhythm And Booze“ – Treat Her Right
9. „Iko Iko“ – The Belle Stars
10. „Three Best Friends“ – Zach Galifianakis
11. „Ride The Sky II“ – Revolution Mother
12. „Candy Shop“ – Dan Finnerty a The Dan Band

Dodatečné písničky
- „Who Let The Dogs Out“ – Baha Men
- „Right Round“ – Flo Rida
- „Can't Tell Me Nothing“ – Kanye West
- „Live Your Life“ – T.I. featuring Rihanna
- „Joker And The Thief“ – Wolfmother
- „What Do You Say“ – Mickey Avalon
- „Yeah!“ – Usher featuring Ludacris & Lil Jon

## Pokračování
Před premiérou filmu Entertainment Weekly odhalil, že Warner Bros. plánuje pokračování filmu. Později bylo ohlášeno, že natáčení druhého dílu začne v říjnu 2010 a premiéra bude v roce 2011. Tyto termíny byly dodrženy a pokračování vyšlo 26. května 2011 pod názvem Pařba v Bangkoku.